# Diplôme d'Ingénieur
Il Diplôme d'Ingénieur si tratta di un titolo post-laurea in ingegneria generalmente conferito dalle Grandes Ecoles in ingegneria. Generalmente si consegue dopo cinque-sette anni di studio dopo la scuola superiore.
Ogni titolare del "diplôme d'ingénieur" riceve anche il titolo di "Ingénieur diplômé" (ingegnere laureato). Questo termine si distingue dal termine "ingénieur" (ingegnere), che è meno regolamentato. Il Diplôme d'Ingénieur è riconosciuto come titolo di studio combinato di laurea triennale e laurea magistrale (BS/MS) in ingegneria negli Stati Uniti e nei paesi dell'Unione Europea (anche in Francia e nelle sue ex colonie).
La maggior parte delle Grandes Écoles consente ai propri studenti di ottenere una doppia laurea presso un'università (in Francia o all'estero). Inoltre, i laureati del Diplôme d'Ingenieur possono conseguire un dottorato selettivo dopo gli studi di ingegneria per poi entrare nel mondo accademico o in un dipartimento di ricerca e sviluppo industriale.
In Germania, il titolo tradizionale di ingegnere si pronuncia in modo simile al francese: Diplom-Ingenieur (Dipl. -Ing.).
In Francia e nel Nord Africa il titolo di Ingegnere Laureato è severamente regolamentato e tutelato dallo Stato.
In Francia, qualsiasi istituto che rilascia il titolo di Ingénieur diplômé deve essere accreditato dalla Commission des Titres d'Ingénieur diplomat (presso il Ministero dell'istruzione superiore e della ricerca), che è l'organismo amministrativo ufficiale responsabile della valutazione degli istituti di istruzione superiore per la formazione di ingegneri professionisti. Chiunque abusa del titolo di Ingénieur diplômé può essere punito con una multa di 15.000 euro e con un anno di reclusione.

## Titre d'ingénieur diplômé par l'État (DPE)
Il Titre d'ingénieur diplômé par l'État (DPE) viene conferito ai candidati con cinque anni di esperienza in "pratica professionale in funzioni comunemente assegnate agli ingegneri" e che hanno superato test specifici. Questi sono organizzati dalle scuole di ingegneria secondo un elenco stabilito. Ad esempio, per la specializzazione "Chimica", le scuole che organizzano questi test sono: l'École nationale supérieure des ingénieurs en arts chimiques et technologiques, il Conservatoire national des arts et métiers, la École supérieure de chimie, physique, électronique de Lyon, l'Institut textile et chimique, l'Institut national des sciences appliquées de Rouen, l'École européenne de chimie, polymères et matériaux e l'École nationale supérieure de chimie de Lille.
La prima prova consiste in una "valutazione dell'esperienza e delle competenze professionali del candidato" sotto forma di colloquio con la giuria. In caso di esito positivo, la seconda prova consiste nella difesa della tesi, seguita da una discussione con la giuria. Il parere della giuria viene successivamente trasmesso alla giuria nazionale, che prende la decisione finale.